# TEMPEST (D.A.N.のアルバム)
『TEMPEST』（テンペスト）は、D.A.N.のミニ・アルバム。2017年4月19日にSSWB / BAYON PRODUCTIONから発売された。

## 解説
1stアルバム『D.A.N.』以来一年ぶりのアルバム。アルバム発売に先駆けて2017年3月15日に「SSWB」が先行配信されている。レコーディングエンジニアに早乙女正雄とAOKI takamasaを迎え制作された。

## 収録曲
| 全作詞: 櫻木大悟、全作曲・編曲: D.A.N.。 |                           |          |            |       |
| #                                        | タイトル                  | 作詞     | 作曲・編曲 | 時間  |
| 1.                                       | 「SSWB」                  | 櫻木大悟 | D.A.N.     | 7:49  |
| 2.                                       | 「Shadows」               | 櫻木大悟 | D.A.N.     | 7:27  |
| 3.                                       | 「Tempest」               | 櫻木大悟 | D.A.N.     | 10:52 |
| 4.                                       | 「Tempest_Neutral edit_」 | 櫻木大悟 | D.A.N.     | 11:04 |
| 合計時間:                                | 合計時間:                 | 37:12    |            |       |